# Ruda Komorska
Ruda Komorska (prononciation : [ˈruda kɔˈmɔrska]) est un village polonais de la gmina de Pyzdry dans le powiat de Września de la voïvodie de Grande-Pologne dans le centre-ouest de la Pologne.
Il se situe à environ 10 kilomètres au sud de Pyzdry (siège de la gmina), à 30 kilomètres au sud de Września (siège du powiat) et à 65 kilomètres au sud-est de Poznań (capitale régionale).
Le village possédait une population approximative de 350 habitants en 2006.

## Histoire
De 1975 à 1998, le village faisait partie du territoire de la voïvodie de Konin.

Depuis 1999, Ruda Komorska est situé dans la voïvodie de Grande-Pologne.